# (4777) Aksenov
(4777) Aksenov es un asteroide perteneciente al cinturón de asteroides, descubierto el 24 de septiembre de 1976 por Nikolái Stepánovich Chernyj desde el Observatorio Astrofísico de Crimea (República de Crimea).

## Designación y nombre
Designado provisionalmente como 1976 SM2. Fue nombrado Aksenov en honor a Evgenij Petrovich Aksenov, ejerció como director del Instituto Astronómico Sternberg en Moscú durante bastantes años. Con Grebenikov y Demin investigó y encontró una solución general para el problema generalizado de dos centros fijos, llevando a cabo una investigación cualitativa de todos los posibles tipos de movimiento dentro del problema y teniendo en cuenta su estabilidad.

## Características orbitales
Aksenov está situado a una distancia media del Sol de 2,175 ua, pudiendo alejarse hasta 2,457 ua y acercarse hasta 1,893 ua. Su excentricidad es 0,129 y la inclinación orbital 1,323 grados. Emplea 1172 días en completar una órbita alrededor del Sol.

## Características físicas
La magnitud absoluta de Aksenov es 14,1. Tiene 3,861 km de diámetro y su albedo se estima en 0,298.